# Rudolf Brazda
Rudolf Brazda (Brossen, Meuselwitz, Turíngia, 26 de juny de 1913 - Bantzenheim, 3 d'agost de 2011) va ser l'últim supervivent conegut dels que van portar el triangle rosa als camps de concentració nazis, concretament en el camp de concentració de Buchenwald.

## Biografia
Brazda, l'últim dels vuit fills, nascut de pares txecs que havien immigrat a Alemanya des de l'Imperi Austrohongarès, al sud-est de Saxònia, on el seu pare treballava a les mines del carbó, va haver d'aprendre l'ofici d'ensostrador, ja que no va aconseguir el de decorador d'aparadors perquè no era de nacionalitat alemanya. Quan el 1933 els nazis van prendre el poder, tenia 20 anys i acabava de descobrir la seva homosexualitat. Anava a balls a Leipzig i va conèixer qui seria la seva parella en aquell moment a Meuselwitz. Brazda ben aviat es va traslladar a viure amb ell, que vivia sotsarrendat a casa d'una testimoni de Jehovà, la qual era plenament conscient i tolerant del vincle existent entre ells i fins i tot els va deixar el seu propi dormitori.
En algun moment, entre març de 1933 i setembre de 1935, la policia es va fixar en Brazda i, finalment, va ser denunciat per l'article 175 del codi penal. Al fiscal de l'estat li va traslladar de forma voluntària i oberta la seva convivència i també que no s'avergonyia d'això. El procés, que es va dur a terme al jutjat de primera instància d'Altenburg, va aixecar un cert enrenou; un diari de Meuselwitz, segons el recorda Brazda, va titular la notícia «Vivien junts com a home i dona». El jutjat no tenia gaire més que la declaració de Brazda, de manera que, segons la legislació vigent, només l'hagués pogut condemnar si s'hagués demostrat «luxúria contra natura» (sexe anal o intercrural). Malgrat això, Brazda va ser condemnat a catorze mesos de presó. Després del seu alliberament, va seguir tenint el suport de la seva mare, però com a «estranger amb antecedents» va ser expulsat a Txecoslovàquia. Brazda mai havia estat al país i no parlava ni txec ni eslovac.
Brazda es va instal·lar als Sudets, a Karlsbad. Allí va conèixer la seva nova parella, que tenia contactes en el grup de teatre Fischl-Bühne. Brazda va acompanyar el grup, durant aquesta època va actuar en operetes i va treballar d'actor i ballarí, sent la seva millor actuació una imitació de Joséphine Baker.
Després de l'annexió l'octubre de 1938 dels Sudets per part de l'Alemanya nazi, Brazda s'hi va quedar. Els jueus del grup de teatre de seguida van ser detinguts i una mica més tard el mateix Brazda, que va ser tancat a la presó d'Eger. El 8 d'agost de 1942 va arribar al camp de concentració de Buchenwald. Allà va haver de posar el triangle rosa, a més de la «T» de txec (Tcheche). Primer va haver de treballar a la pedrera, una feina especialment dura, en el qual molts trobaven la mort. Poc després, li va ser assignada una tasca més lleugera a la infermeria i després en una quadrilla de construcció com ensostrador, on les condicions de treball eren menys difícils. Allà va passar a ser protegit per un kapo comunista, relació que acabaria sent amorosa i que salvaria la vida de Brazda. La primavera de 1945 es va decidir «evacuar» el camp de concentració de Buchenwald i es va enviar als presos a les anomenades "marxes de la mort", que significarien la mort per a molts d'ells. Brazda, amb ajuda d'un kapo, es va poder amagar en una cort de porcs fins que els americans van alliberar el camp l'11 d'abril de 1945.
Després de la Guerra, Brazda es va traslladar amb un altre pres a la pàtria d'aquest últim, a Alsàcia, a França. El 1950, es va ajuntar amb Eddi, un suab del Bànat, que seria el seu company sentimental fins a la seva mort el 2003.

## Reconeixement i homenatges
Durant la inauguració del Monument als homosexuals perseguits pel nazisme el 27 de maig de 2008, s'havia donat per fet que ja no quedaven supervivents del triangle rosa. Gràcies a la publicitat que va tenir l'esdeveniment, la neboda de Rudolf Brazda va entrar en contacte amb la Federació Alemanya de Lesbianes i Gais (LSVD) i els va explicar la història del seu oncle. En conseqüència, Brazda, de 95 anys, va ser convidat per la LSVD a Berlín i el 27 de juny de 2008, va ser rebut a l'ajuntament de Berlín per l'alcalde Klaus Wowereit. L'endemà, juntament amb Wowereit i el president del parlament alemany Wolfgang Thierse, va participar en la «Commemoració a les víctimes homosexuals dels nazis» del LSVD i de la fundació Denkmal für die ermordeten Juden Europas (Monument als jueus assassinats d'Europa). A la tarda, va participar per primera vegada a la vida en una manifestació de l'orgull gai a la carrossa del LSVD, a Berlín.
El 2010, Rudolf i Jean Luc Schwab, el seu amic i confident, han publicat una primera biografia titulada Itinerari d'un triangle rosa. Aquesta obra és l'única que Rudolf ha autentificat i autoritzat. El 2011 es va publicar una altra biografia, titulada Das Glück kam immer zu mir. Rudolf Brazda: Das Überleben eines Homosexuellen im Dritten Reich («La sort sempre tornava a mi. Rudolf Brazda: la supervivència d'un homosexual en el Tercer Reich»). Escrita per Alexander Zinn, l'autor també té en projecte la realització d'un documental.
El 28 d'abril de 2011, als seus 97 anys, Rudolf Brazda va rebre la Legió d'Honor, la més important de les condecoracions franceses, en un col·legi de Puteaux.
Brazda va morir el 3 d'agost de 2011 en una residència d'ancians a Bantzenheim, Àustria Superior. Després de la cremació, les seves cendres van ser enterrades al costat del de la seva parella de la vida.